# Xã Pocopson, Quận Chester, Pennsylvania
Xã Pocopson (tiếng Anh: Pocopson Township) là một xã thuộc quận Chester, tiểu bang Pennsylvania, Hoa Kỳ. Năm 2010, dân số của xã này là 4.582 người.